# هارت (میشیگان)
هارت، میشیگان (به انگلیسی: Hart, Michigan) یک شهر در ایالات متحده آمریکا با جمعیت ۲٬۱۲۶ نفر است که در میشیگان واقع شده‌است.

## موقعیت جغرافیایی
موقعیت جغرافیایی شهرها و مناطق اطراف به شرح زیر است: